# Sundgau (chèvre)
La chèvre du Sundgau est une race caprine française très rare élevée dans le sud de l'Alsace.

## Origine
Cette race est issue de la grande population alpine qui a diffusé à travers le Massif du Jura : elle a fait souche en Alsace, prenant le nom d'alsacienne. Par la suite, le périmètre d'élevage de la race s'est contracté à la région du Sundgau. À partir de ce moment-là, elle portera le nom de Sundgau.
La population locale s'est maintenue durant des siècles, sélectionnant une race originale, même si le terme « race » est un peu galvaudé dans la mesure où elle n'a jamais eu de registre généalogique. Toutes les familles rurales avaient quelques chèvres, parfois un bouc et pouvait consommer lait, fromage et viande de chevreau. Durant la période où l'Alsace-Lorraine  appartient à l'Empire allemand, la chèvre est victime de réquisitions destinées à améliorer le cheptel germanique. Après la Première Guerre mondiale, l'industrialisation a réduit la surface agricole, l'exode rural a diminué la main d'œuvre et la spécialisation des exploitations a éliminé le petit cheptel. La population caprine est devenue très rare depuis les années 1960. On peut même la considérer disparue puisqu'il ne reste pas d'animaux pure race, ils sont tous un peu métissés et sont minés par la consanguinité.
Dans la race de chèvre des Savoies, il existe une teinte noire voisine de celle des sundgau. Elles sont appelées noires de pays ou patron de type Sundgau. Elles ne doivent pas être confondues, même si leur origine est probablement commune.

## Morphologie
Elle porte normalement une robe noire avec des marques blanches sur les fesses, les pattes et le ventre. Elle a une tête fine marquée par des traits blancs entre les yeux et le mufle. Les poils sont courts. Les oreilles sont dressées et la présence de cornes est aléatoire.
C'est une race de taille moyenne. La chèvre pèse environ 60 kg et le bouc, 80 kg. Les pattes sont fines et musclées 
C'est une race vive qui a besoin d'exercice.

## Aptitude
Comme beaucoup de races anciennes, c'est une race laitière qui donne aussi deux chevreaux par an. Leur viande est appréciée
. Pour Joseph Crépin, en 1906, la sundgau était la meilleure laitière d'Europe.
Autrefois, sa richesse venait de sa capacité à utiliser les déchets du jardin, l'herbe et les broussailles des fossés et de donner un lait facilement transformable en fromage.

## Sources